# Pałac w Mikulińcach
Pałac w Mikulińcach – wybudowany w  Mikulińcach; dawniej Konopków i Reyów, mieści obecnie sanatorium.